# Naruto: Ninja Destiny
Naruto Ninja Destiny, conocido en Japón como Naruto: Shinobi Retsuden (ナルト- 忍列伝?), es un videojuego desarrollado por Takara Tomy y publicado por D3 Publisher en febrero de 2008 para Nintendo DS. Su nombre original es Naruto Shinobi Retsuden aunque en Europa se comerciliza bajo el nombre Naruto Ninja Destiny. El juego está inspirado en el anime-manga Naruto.

## Trama del modo Historia
El videojuego empieza en la tercera etapa de los exámenes chūnin, donde pelearás contra Neji, Temari y Gaara tomando el control de Naruto, Shikamaru y Sasuke.
Tras esto Orochimaru comenzará a invadir Konoha y el jugador tomará el control de Naruto peleando contra Gaara de la misma forma como ocurre en el anime.
Una vez superadas éstas luchas harán aparición los ninjas de la organización Akatsuki y el jugador deberá pelear 2 veces contra Itachi: la primera vez controlando a Kakashi y la segunda controlando a Sasuke.
Al igual que en el anime, una vez superadas éstas pruebas vendrá la búsqueda de Tsunade, y el jugador tomará el control de Orochimaru en su lucha contra Tsunade. Luego se tomará el control de Tsunade en una lucha contra Naruto y tomando el control de Jiraiya luchará contra Orochimaru.
Por último, usando a Naruto el jugador deberá pelear contra Orochimaru, y tras vencerlo se terminará el modo "Historia"

## Personajes
- Iniciales: Naruto, Sasuke, Kakashi, Sakura, Neji, Rock Lee, Shikamaru.

- Gaara: se desbloquea al terminar el modo historia en dificultad difícil.

- Temari: se desbloquea al terminar el modo historia en dificultad normal.

- Gai Sensei: se desbloquea al terminar el modo historia en dificultad normal sin perder ni continuar.

- Tsunade: se desbloquea al terminar el modo historia en dificultad difícil una vez se hayan desbloqueado los personajes de Gaara, Temari y Gai Sensei.

- Jiraiya: se desbloquea al terminar el modo arcade con Tsunade.

- Orochimaru: se desbloquea al terminar el modo arcade con Jiraiya.

- Itachi: se desbloquea al terminar el modo arcade con todos los personajes iniciales.

- Naruto en forma Kyūbi: se desbloquea al terminar el modo arcade Itachi.

- Sasuke con la marca de maldición: se desbloquea al terminar el modo arcade con sasuke una vez que hayas desbloqueado todos los otros personajes desbloqueables.

- Datos: Q9301655